# クリスティーナとウーゴ
クリスティーナとウーゴ（西: Cristina y Hugo）はアルゼンチンのフォルクローレ・デュオ。メンバーのクリスティーナ・アイーダ・アンプロシオ (西: Cristina Aída Ambrosio、1950年9月12日 - 1986年6月5日）とマルティン・ウーゴ・ロペス (西: Martín Hugo Lopez、1934年1月6日 - 1986年6月5日）は夫婦。

## 活動初期
クリスティーナはアルゼンチンの首都ブエノスアイレスに生まれ、音楽学校でも才能を発揮した。ウーゴは一回り以上年上で、のんびりしたフォルクローレの宝庫ラ・リオハ州で生まれている。彼は兵役で首都に出てきたのち、教師などを勤めていた。
二人は1962年、アルゼンチン・フォルクローレの母と呼ばれ、優れた民俗研究者でもあったマルガリータ・パラシオスのグループで知り合い、一時はクリスティーナの2歳下の妹グラシェラ・スサーナと3人で「ロス・カウティーボス」というグループを組んだりしていたが、1967年に二人は結婚、デュオとして活動を始めた。クリスティーナがまだ16歳だった上、ウーゴとの年も離れていたから、周囲はこの結婚に猛反対していたが、周りもうらやむほどのおしどり夫婦となっていった。ウーゴは教師をしながら歌手になった苦労人だった。
1970年、二人はフォルクローレ界の登竜門、コルドバ州コスキン市で開催される「コスキン・フォルクローレ・フェスティバル」で最優秀新人賞に輝き、一躍有名になった。

## 日本での成功
1972年のNHKでは「世界の音楽」という番組があり、来日アーティストを中心に、海外の音楽を紹介していた。ある時アメリカの大きなジャズ・バンドの来日が中止となり、他のもので穴埋めしなければいけないこととなった。この時NHKの中に世界の「フォルクローレ・ブーム」に注目していた若いディレクターがいて、来日中のまだ無名の夫婦デュオ、クリスティーナとウーゴに仕事を依頼することとなった。ジャズ・バンドのために用意していた莫大な製作費をそのままつぎこみ、番組は収録された。インカ帝国風のセット、オーケストラとの共演、背後にはアンデスに生きる人々の映像、チチカカ湖、ウロス島、インディオたち、それらの映像を背に二人は歌い演奏した。
1973年2月14日、番組が放映されるとNHKには問い合わせの電話と手紙が殺到した。日本でレコード各社が競ってフォルクローレの作品を発売し始め、本格的にブームと騒がれるようになった。

## フォルクローレ生活
クリスティーナとウーゴ夫婦が稼ぎ出した報酬でまず買ったのは、ブエノスアイレスからずっと離れた田舎にある土地と家と牛だった。そこで二人の息子たちと暮らした。彼らの夢はそこに自分たちの一族を全部呼び寄せて、毎日好きな料理を作り、フォルクローレを歌い、踊り、楽しむことだった。本物のフォルクロリスタは音楽だけでなく、料理も編み物もすべてに精通してなくてはいけない。それがマルガリータ・パラシオスからの教えだった。
クリスティーナは伝統文化を研究し続けた女性でもあった。さまざまなアンデス文化の書籍に詳しく、ステージ衣装はいつも伝統の模様を彼女自身がデザインして作らせたユニークなものだった。装飾品ひとつとっても、彼女自身が手を加えた古代文明のモチーフそのものだったりした。自分で曲も作り、自作曲には作曲者「ティナ・ベルナール」と記した。
ウーゴは歌の合間の詩の朗読(レシタード)を得意とし、肉を焼くのもうまかった。3、4回目の来日時には彼らとファンとの合宿が実現した。ある時は秩父の山深い民宿で、アルゼンチン風の豪快な焼肉大会(アサード)が行われ、そんな時腕をふるうのが彼だった。恵まれた日本のフォルクローレ・ファンたちは音楽とともに食文化の「フォルクローレ」を体験することができた。
クリスティーナは他のソプラノ歌手のように普段から喉を気にして生活することはなかった。大声で笑い、話し、酒好きのウーゴに付き合ってワインを飲み明かすことは日常茶飯事だった。ウーゴは実にお人よしで涙もろい、優しい男だった。ロマンチストな照れ屋でクリスティーナのためなら悪者にもなった。二人とも真にフォルクローレ的、人間的な歌手だった。

## 事故
1986年6月5日午後10時、クリスティーナとウーゴは友人宅からの帰り道、ウーゴの運転する日本車は小雨にぬれた道路にハンドルを取られバスに正面衝突、二人とも帰らぬ人となった。この時クリスティーナ35歳、ウーゴ52歳だった。
日本でもっとも多くのファンを抱え、もっとも多くのレコードを売ったフォルクローレ・アーティストだった。

## ディスコグラフィー

### クリスティーナとウーゴのアルバム
- 1970: Cosquín Incaico
- 1970: Himno al sol (太陽への讃歌)
- 1972: Argentina canta así
- 1972: Folclore para todos
- 1974: Padre Inca
- 1974: El Cóndor Pasa (コンドルは飛んで行く)
- 1975: Canción del Derrumbe Indio
- 1977: Alma del pueblo Andino

### クリスティーナ・アンプロシオのソロ・アルバム
- 1983: El Amor es Colibrí (私の愛物語)
- 1984: Por esa Piel

### 日本編集アルバム
- 197?: Canción del Derrumbe Indio (亡びゆくインディオの哀歌) 日本デビュー作
- 1974: Folclore Best
- 1975: Folclore...Alma del pueblo Andino (フォルクローレ・ベスト・オブ・ベスト) V.A.
- 1975: El Cóndor Pasa (コンドルは飛んで行く)
- 1976: Quiero (禁じられた遊び)
- 1976: Cristina y Hugo
- 1977: A la Manera de Cristina y Hugo (Grabado en vivo en Tokio)
- 1978: Después de la Tristeza (悲しみのあとで)
- 1978: Cristina y Hugo (ライヴ・イン・ジャパン) 2枚組ライヴ
- 1980: Cristina y Hugo (クリスティーナとウーゴのすべて)
- 1980: Palmeras
- 1987: Best 20 (ベスト20)
- 1991: Best Now (Best Now)
- 1991: Best Of Cristina y Hugo (太陽への讃歌～ベスト・オブ・クリスティーナとウーゴ)
- 1993: El Cóndor Pasa (コンドルは飛んで行く～クリスティーナとウーゴ・ベスト)
- 1998: Best Of Cristina y Hugo (コンドルは飛んで行く～ベスト・オブ・クリスティーナとウーゴ)
- 2002: Best Selection (コンドルは飛んで行く～クリスティーナとウーゴ・ベスト・セレクション)
- 2009: Best Selection (花祭り～クリスティーナとウーゴ・ベスト・セレクション) SHM-CD

### V.A.
- 1974: Navidad en Verano
- 1974: Argentina canta así

### サウンドトラック
- 1975: Música de la Banda Original de la Película "Trapito". (主題歌「Trapito」)